# 特瘦罗浮槭
特瘦罗浮槭（学名：Acer fabri var. gracillimum）为槭树科枫属下的一个变种。

## 扩展阅读
- 維基物種上的相關：特瘦罗浮槭